# Eubazus rufithorax
Eubazus rufithorax är en stekelart som först beskrevs av Abdinbekova 1969.  Eubazus rufithorax ingår i släktet Eubazus och familjen bracksteklar. Inga underarter finns listade i Catalogue of Life.